# Waqar Younis
Waqar Younis Maitla (urdu: وقار یونس, født d. 16. november 1971) er en tidligere pakistansk cricketspiller. Han var en fastbowler, som bliver betragtet som en af de bedste fastbowlers nogensinde. På nuværende tidspunkt er han træner for Pakistans cricketlandshold.